# Glansrussling
Glansrussling (Rhodocybe hirneola) är en svampart som först beskrevs av Elias Fries, och fick sitt nu gällande namn av Peter D. Orton 1960. Glansrussling ingår i släktet Rhodocybe och familjen Entolomataceae.  Arten är reproducerande i Sverige. Inga underarter finns listade i Catalogue of Life.
I den svenska databasen Dyntaxa används istället namnet Gerronema xanthophyllum för samma taxon.  Arten är reproducerande i Sverige.